# Catoeme tessellata
Catoeme tessellata är en skalbaggsart som beskrevs av Aurivillius 1908. Catoeme tessellata ingår i släktet Catoeme och familjen långhorningar. Inga underarter finns listade.